# Sityck
Sityck (biał. Сіціцк; ros. Ситицк) – wieś na Białorusi, w obwodzie brzeskim, w rejonie stolińskim, w sielsowiecie Płotnica.
Sityck położony jest pomiędzy Rezerwatem Krajobrazowym Środkowa Prypeć a Rezerwatem Biologicznym Tyrwowicze.

## Historia
W dwudziestoleciu międzywojennym leżał w Polsce, w województwie poleskim, w powiecie stolińskim, w gminie Płotnica. Po II wojnie światowej w granicach Związku Sowieckiego. Od 1991 w niepodległej Białorusi.
We wsi znajdowała się XIX-wieczna kaplica prawosławna pw. Opieki Matki Bożej, która spłonęła w maju 2015 r.

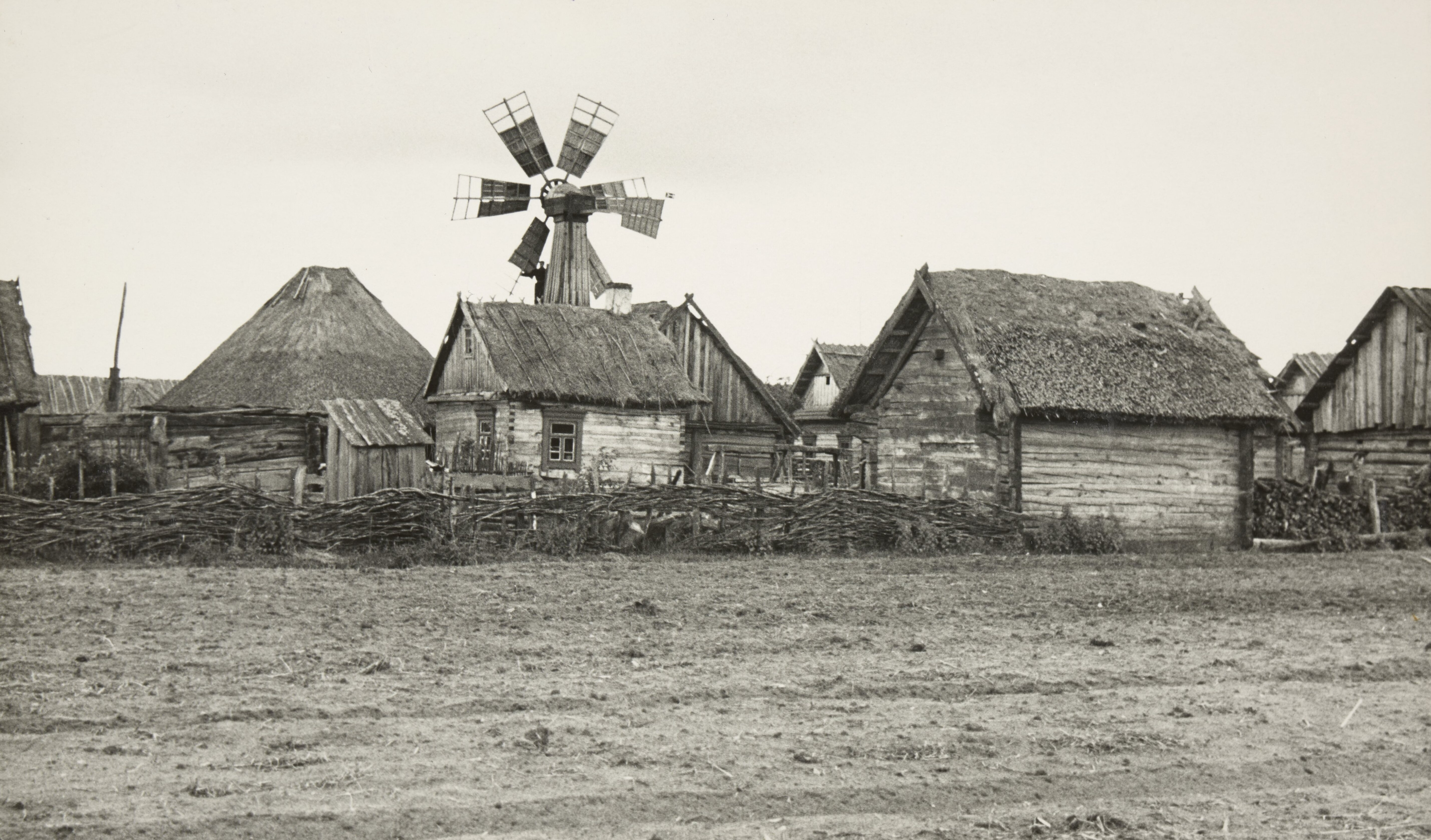
Widok wsi około 1936
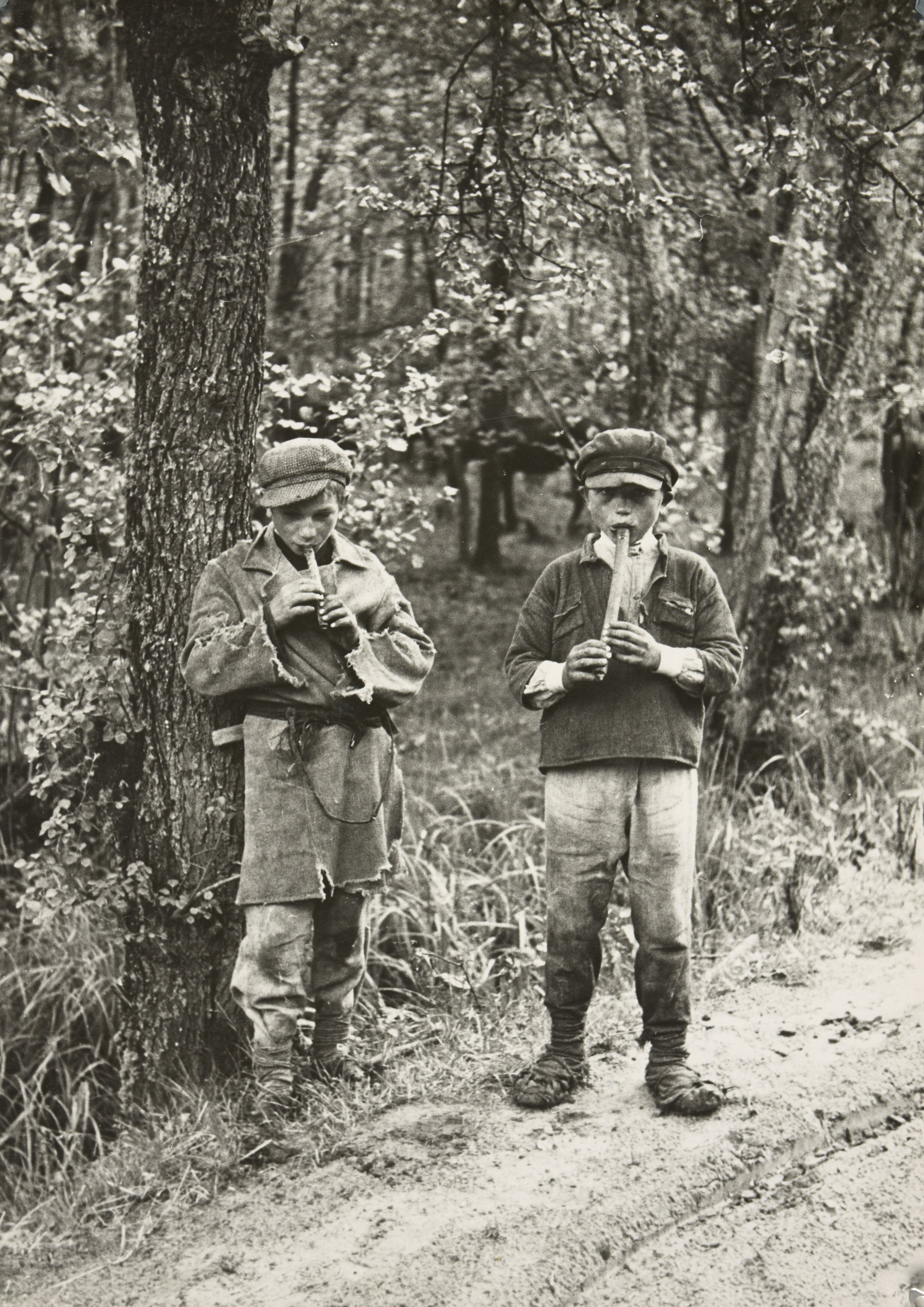
Chłopcy w okolicach Sitycka, około 1936